# تپه دلوقائر
تپه دلوقائر مربوط به دوره اشکانیان است و در شهرستان قصر شیرین، بخش مرکزی، دهستان نصرآباد، روستای بره بور انجیریان واقع شده و این اثر در تاریخ ۲۲ اسفند ۱۳۸۵ با شمارهٔ ثبت ۱۸۱۳۰ به‌عنوان یکی از آثار ملی ایران به ثبت رسیده است.